# Кубок Фінляндії з футболу 2025
Кубок Фінляндії з футболу 2025 — 71-й розіграш кубкового футбольного турніру в Фінляндії.
Титул захищає КуПС.

## Календар
| Раунд            | Дата                       | Жереб     | Клуби |
| ---------------- | -------------------------- | --------- | ----- |
| Попередній раунд | 7 лютого – 9 березня 2025  | 30 січня  | 248   |
| Перший раунд     | 7 лютого – 20 березня 2025 | 30 січня  | 240   |
| Другий раунд     | 10–30 березня 2025         | 4 березня | 120   |
| Третій раунд     | 9–27 квітня 2025           | 2 квітня  | 112   |
| Четвертий раунд  | 7–11 травня 2025           | 29 квітня | 56    |
| П'ятий раунд     | 28–29 травня 2025          | 14 травня | 32    |
| 1/8 фіналу       | 10–11 червня 2025          | 14 травня | 16    |
| 1/4 фіналу       | 24 червня 2025             | 17 червня | 8     |
| 1/2 фіналу       | 20 серпня 2025             | 17 червня | 4     |
| Фінал            | 20 вересня 2025            | 17 червня | 2     |

## 1/8 фіналу
| Команда 1               | Рахунок        | Команда 2        |
| 10 червня 2025          | 10 червня 2025 | 10 червня 2025   |
| ----------------------- | -------------- | ---------------- |
| АС Оулу                 | 1:1 пен. 7:6   | ПК-35 Вантаа (2) |
| 11 червня 2025          |                |                  |
| Клубі-04 (2)            | 4:3            | Марієгамн        |
| Гака                    | 3:2            | Гністан          |
| ОЛС (3)                 | 0:1            | Екенес (2)       |
| Яро                     | 2:2 пен. 5:4   | ВПС              |
| СЯК                     | 7:0            | КПВ (3)          |
| Джазз (3)               | 2:6            | КуПС             |
| Міккелін Паллоільят (3) | 0:1            | ГІК              |

## 1/4 фіналу
| Команда 1      | Рахунок        | Команда 2      |
| 24 червня 2025 | 24 червня 2025 | 24 червня 2025 |
| -------------- | -------------- | -------------- |
| АС Оулу        | 2:0            | СЯК            |
| Екенес (2)     | 2:4            | Яро            |
| Гака           | 1:1 пен. 0:3   | КуПС           |
| Клубі-04 (2)   | 0:4            | ГІК            |

## 1/2 фіналу
| Команда 1      | Рахунок        | Команда 2      |
| 20 серпня 2025 | 20 серпня 2025 | 20 серпня 2025 |
| -------------- | -------------- | -------------- |
| ГІК            | :              | АС Оулу        |
| КуПС           | :              | Яро            |